# 中国研究型医院学会
中国研究型医院学会是中华人民共和国研究型医院组成的群众性学术团体，是中国科学技术协会主管的社会团体，挂靠武警总医院，2013年4月在北京市成立。